# Duka-Zólyomi Árpád
Duka-Zólyomi Árpád (Pozsony, 1941. május 8. – 2013. július 26.) szlovákiai magyar fizikus, politikus. A Magyar Közösség Pártja tagja, 2004-2009 között az Európai Parlament képviselője. Özvegye Sidó Ágnes szerkesztő, műfordító, pedagógus.

## Élete
Anyai nagyapja Szerényi Ferdinánd (1886-1938) pedagógiai író, lapszerkesztő. Szülei Duka Zólyomi Norbert (1908–1989) szlovákiai magyar politikus, orvostörténész és Szerényi Aglája Erzsébet (1912-2004) zenetanárnő. Testvére Duka-Zólyomi Emese muzikológus.
Galántán végezte a gimnáziumot, majd a Cseh Műegyetem Magfizikai karán 1968-ban szerzett diplomát. Dolgozott a pozsonyi Comenius Egyetem Matematika-Fizika Kara Magfizikai Tanszékének tanáraként. 1976 és 1989 között a Szovjetunióban a dubnai Egyesített Atommagkutató Intézet Neutronfizikai Laboratóriumának tudományos munkatársaként dolgozott. Fizikusként mintegy nyolcvan tudományos dolgozat szerzője a neutronfizika, az alacsony radioaktivitás és a maghasadás témakörben.
Politikai karrierjét az Együttélés Politikai Mozgalomban kezdte, melynek alelnöke volt 1992-től 14 éven át. 2004-ig a Szlovák Köztársaság Nemzeti Tanácsának képviselője, 1998-tól 2005-ig az MKP alelnöke és 2004-2009 között az Európai Parlament képviselője. 2009-ben vonult nyugdíjba.